# Anna Rita Angotzi
Anna Rita Angotzi (Oristano, 12 febbraio 1967) è un'ex velocista italiana.

## Biografia
Velocista tesserata con l'Atletica Oristano, con la partecipazione a Roma 1987 è stata la prima atleta sarda a prendere parte a un Campionato del mondo di atletica leggera. Nel 1988 partecipa con la Nazionale italiana di atletica leggera ai Giochi olimpici di Seul 1988 dove gareggia nei 200 m e nella staffetta 4 × 100 m assieme a Patrizia Lombardo, Annarita Balzani e Marisa Masullo.
La Angotzi detiene ancora due record sardi, quello dei 100 m (11"36) e quello dei 200 m (23"33) quest'ultimo registrato nei quarti di finale delle Olimpiadi di Seul 1988.

## Palmarès
| Anno | Manifestazione  | Sede | Evento      | Risultato        | Prestazione | Note                          |
| ---- | --------------- | ---- | ----------- | ---------------- | ----------- | ----------------------------- |
| 1988 | Giochi olimpici | Seul | 200 metri   | Quarti di finale | 23"33       | Miglior prestazione personale |
| 1988 | Giochi olimpici | Seul | 4×100 metri | Semifinale       | 43"97       |                               |

## Campionati nazionali
1986
- Argento ai campionati italiani assoluti, 100 m piani - 11"73

1987
- Bronzo ai campionati italiani assoluti indoor, 60 m piani - 7"53